# Jeremias L’Orsa
Jeremias L’Orsa, auch Lorsa oder Lorza (* 5. Januar 1757 in Silvaplana, Engadin; † 1837 in Bätterkinden, Emmental), war ein reformierter Pfarrer und Pädagoge aus Graubünden, der mit Pestalozzi befreundet war und sich später in der Berner Erweckungsbewegung engagierte.

## Leben

### Zwischen Herrnhutertum und Aufklärung

Silvaplana am Silvaplaner See. Postkarte, 1899.

L’Orsa entstammte einer Herrnhuterfamilie. Er besuchte die Privatschule von Pfarrer Luzius Bansi in Chamues-ch. Dieser war ebenfalls Herrnhuter und musste deshalb das Engadin verlassen. 1769/70 hielt er sich mit seinen Schülern in Neuwied (heute Rheinland-Pfalz) auf. 1771 wurde Bansi Pfarrer in Fläsch in der Bündner Herrschaft. Im benachbarten Malans unterrichtete L’Orsa ab ca. 1774 die Kinder eines Angehörigen der weitverzweigten Adelsfamilie Salis, welcher der Brüdergemeine nahestand. L’Orsas Schwester Ursina heiratete Bansis Sohn Heinrich, der 1776 Nachfolger seines Vaters wurde. Heinrich Bansi hatte sich vom Herrnhutertum gelöst und war vom Bildungsstreben der Aufklärung durchdrungen. Später bekämpfte er auf Seite der Patrioten die Vorherrschaft der Salis in Graubünden. Wohl unter seinem Einfluss holte L’Orsa 1780–1782  in Halle (Saale) das Theologiestudium nach, obwohl er ohne ein solches – was in Graubünden möglich war – schon 1777 zum Pfarramt zugelassen worden war. Seine Lehrer Johann August Nösselt und August Hermann Niemeyer waren Vertreter des Rationalismus. Später näherte sich L’Orsa aber wieder der Herzensreligiosität seiner Jugendjahre. 1784 erhielt er in seiner Heimatgemeinde Silvaplana seine erste Pfarrerstelle.

### Freund Pestalozzis und Illuminat

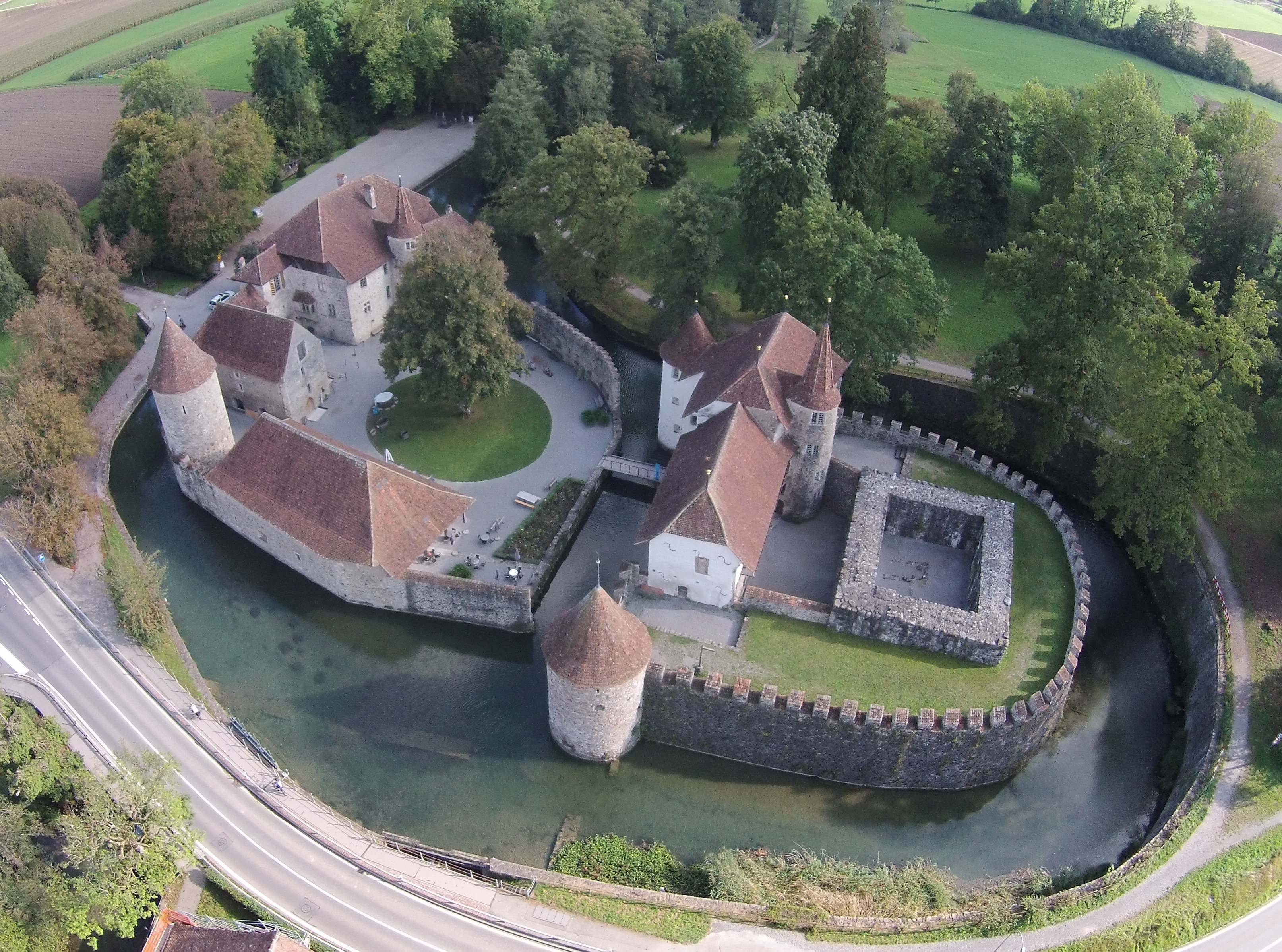
Schloss Hallwil. Luftaufnahme Lutz Fischer-Lamprecht.

1785 wurde L’Orsa – wohl durch Vermittlung seines Schwagers Bansi und wegen der besseren Entlöhnung – Hauslehrer bei der jungen Witwe Franziska Romana von Hallwil (1758–1836). Diese Tochter des kaiserlich-königlichen Generals Franz Anton Graf von Hallwil war mit ihrem Schweizer Cousin Abraham Johann Freiherr von Hallwil durchgebrannt und verwaltete seit dessen frühem Tod im aargauischen Seengen das Erbe ihrer drei minderjährigen Söhne. Sie war die Vertraute Pestalozzis, den L’Orsa möglicherweise schon länger kannte. Die beiden Pädagogen waren bis 1792 befreundet und duzten sich zeitlebens. Pestalozzi gilt als «Hauptinitiator der Schweizer Illuminatenbewegung». Seinem Einfluss ist es wohl zuzuschreiben, dass auch L’Orsa Illuminat wurde. 1785 trat er der Gesellschaft zur Beförderung des Guten in Zürich bei, die dem Illuminatenorden nahestand. 1785/86 versuchte er, im Unteraargau einen Ableger der Gesellschaft zu gründen. Pestalozzi und er blieben bis mindestens 1790 korrespondierende Mitglieder. 1789/90 scheint L’Orsa bei der Abfassung der Schriften mitgewirkt zu haben, in denen Pestalozzi im Auftrag der Patrioten die Herrschaft der Salis über das Veltlin anprangerte. 1791–1793 hielt er sich mit seinen verwilderten Zöglingen in Neuenburg auf, wo diese Französisch lernen sollten. 1794 begleitete er Franz von Hallwil, der in russische Dienste trat, bis ins Baltikum. 1795 wurde er in Aarau in die Helvetische Gesellschaft aufgenommen. 1796 brachte er Karl von Hallwil zur militärischen Ausbildung nach Berlin und besuchte anschliessend Wien. Auf Betreiben Frau von Hallwils wurde er 1797 auch in Bern zum Pfarramt zugelassen und erhielt vorerst ein Vikariat in Auenstein.

### Exponent der Erweckungsbewegung

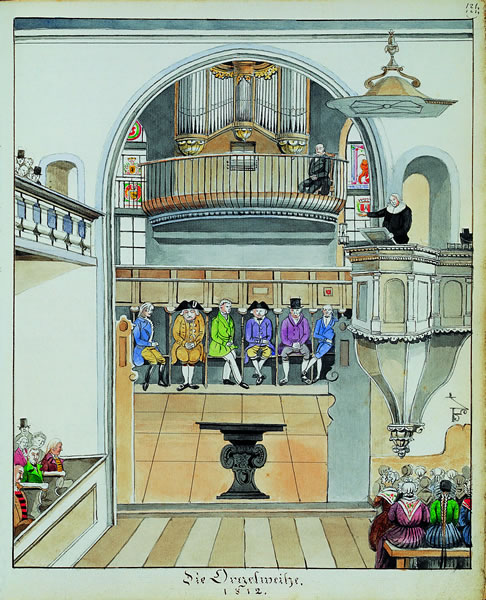
Orgelweihe in der Nydeggkirche durch Jeremias L’Orsa, 1812. Zeichnung von Karl Howald.

Im Gegensatz zu Franziska Romana von Hallwil, die Ehrenbürgerin des neu gegründeten Kantons Aargau wurde, lehnte L’Orsa die Helvetische Revolution ab. 1798 kehrte er in seine Heimat zurück. Als Pfarrer von Seewis im Prättigau verbesserte er dessen Schule. Seine Tätigkeit in Graubünden beendete er 1800 als Dekan des Zehngerichtebunds. Nachdem er 1801 Helfer (Verweser) an der Nydeggkirche in Bern geworden war, heiratete er im folgenden Jahr die Tochter des Arztes Frau von Hallwils, Anna Kühn († 1815). 1809 erhielt er die Pfarrerstelle an der erwähnten Kirche. Nebenbei leitete er eine Privatschule für Mädchen. Von 1818 an engagierte er sich in der Berner Erweckungsbewegung. 1832 wurde der mittlerweile 75-Jährige deswegen nach Bätterkinden versetzt. Sein Sohn Theophil gründete 1843 die Salinengesellschaft L’Orsa & Cie. in Rheinfelden, aus der die Schweizer Salinen hervorgingen.

## Werke
- Sammlung ausgewählter Predigten vermischten Inhaltes. Von Jeremias l’Orsa, gewesenem Prediger an der Nydeckkirche in Bern. Thun/Aarau 1839.